# Robert Gufflet
Robert Gufflet (Bordeaux, 5 giugno 1883 – Casablanca, 2 gennaio 1933) è stato un velista francese.
Partecipò ai giochi della II Olimpiade di Parigi nel 1900 a bordo di Gitana, con cui vinse una medaglia d'argento nella gara olimpica della classe da tre a dieci tonnellate.
Prese parte anche alla gara di classe aperta ma non la completò.
Era il fratello minore di Maurice, anche lui a bordo di Gitana.

## Palmarès
| Anno | Manifestazione | Sede   | Evento          | Risultato |
| ---- | -------------- | ------ | --------------- | --------- |
| 1900 | Olimpiadi      | Parigi | Classe 3-10 ton | Argento   |